# 半原鱷屬
半原鱷屬（學名：Hemiprotosuchus）是種已滅絕鱷形超目動物，是原鱷科的一屬，化石被發現於阿根廷的洛斯科洛拉多斯組（Los Colorados Formation）地層，地質年代相當於三疊紀晚期的諾利階。在1969年，阿根廷古生物學家何塞·波拿巴將化石進行敘述、命名，模式種是Hemiprotosuchus leali。

## 外部連結
- Hemiprotosuchus（页面存档备份，存于） Paleobiology Database